# Vastl
Vastl je priimek več znanih Slovencev:
- Matija Vastl (*1975), gledališki in filmski igralec